# Esk-Nationalpark
Der Esk-Nationalpark (englisch Esk National Park) ist ein 377 Hektar großer Nationalpark in Queensland, Australien.

## Lage
Er liegt in der Region South East Queensland etwa 70 Kilometer westlich von Brisbane und 220 Kilometer südlich von Hervey Bay. Die nächstgelegene Stadt ist Esk. Von hier erreicht man den Park über die Esk Hampton Road. Nach etwa 13 Kilometern auf der Höhe von Redbank Creek passiert man den Nationalpark in wenigen 100 Metern Abstand. Es gibt keine Besuchereinrichtungen.
In der Nachbarschaft liegen die Nationalparks Lockyer, Ravensbourne und Crows-Nest.

## Flora
Der Nationalpark schützt ein kleines Gebiet mit primären, trockenen Regenwald. Im Unterholz finden sich einige, als schützenswert eingestufte Pflanzen aus der Familie der Hülsenfrüchtler, wie Purple Coral Pea (Hardenbergia violacea), Long-leaved Bitter Pea (Daviesia wyattiana), Dillwynia phylicoides und Hovea planifolia.